# Johannes Diderik van der Waals
Johannes Diderik van der Waals, nizozemski fizik in kemik, *23. november 1837, Leiden, Nizozemska, † 8. marec 1923, Amsterdam.
Van der Waals je znan po svojem delu o enačbi stanja za pline in kapljevine, za kar je leta 1910 prejel Nobelovo nagrado za fiziko.

## Življenje
Rodil se je očetu Jacobusu van der Waalsu in Elisabethi van den Burgovi. Postal je učitelj in kasneje je od leta 1862 do 1865 lahko študiral na univerzi, čeprav ni znal klasičnih jezikov. Diplomiral je iz matematike in fizike.
Leta 1866 je postal ravnatelj srednje šole v Haagu. Leta 1873 je doktoriral.